# Pandanicola esakii
Pandanicola esakii är en insektsart som först beskrevs av Takahashi 1942.
Pandanicola esakii ingår i släktet Pandanicola och familjen ullsköldlöss. Artens utbredningsområde är Palau. Inga underarter finns listade i Catalogue of Life.